# Антонівська сільська рада (Володимирецький район)
Анто́нівська сільська́ ра́да — орган місцевого самоврядування в Володимирецькому районі Рівненської області. Адміністративний центр — село Антонівка.

## Загальні відомості
- Антонівська сільська рада утворена в 1939 році.
- Територія ради: 25,318 км²
- Населення ради: 1 927 осіб (станом на 2001 рік)
- Територією ради протікає річка Горинь.

## Населені пункти
Сільській раді були підпорядковані населені пункти:
- с. Антонівка
- с. Чаква

## Склад ради
Рада складалася з 16 депутатів та голови.
- Голова ради: Петрук Микола Якович
- Секретар ради: Іщик Жанна Адамівна

### Керівний склад попередніх скликань
| ПІБ                  | Основні відомості                                                     | Дата обрання | Дата звільнення |
| -------------------- | --------------------------------------------------------------------- | ------------ | --------------- |
| Петрук Микола Якович | Сільський голова, року народження, член Соціалістичної партії України | 26.03.2006   | 31.10.2010      |
| Петрук Микола Якович | Сільський голова, 1958 року народження, освіта вища, безпартійний     | 31.10.2010   |                 |

Примітка: таблиця складена за даними сайту Верховної Ради України